# Inter Fútbol Sala
Maillots
L'Inter Fútbol Sala est un club de futsal espagnol fondé en 1977 et basé à Alcalá de Henares. C'est le club le plus titré en Coupe intercontinentale de futsal, en Ligue des champions de futsal de l'UEFA et au Championnat d'Espagne de futsal. Durant son histoire, le club connaît plusieurs noms du fait d'un contrat de naming.
Plus ancien club de futsal d'Espagne, celui majoritairement appelé Interviú remporte rapidement ses premiers titres dans une des deux Ligues de futsal espagnol, l'ACEFS, dans les années 1980. Passé au sein de la LNFS, l'Interviú Lloyd's enchaîne et totalise huit titres de champion d'Espagne entre 1984 et 1991. De 2002 à 2005, l'équipe remporte quatre fois de suite la Divisioń de honor. Entre 2014 et 2018, il pousse son record à cinq titres consécutifs. L'Inter FS remporte six doublés coupe-championnat et détient le record de victoire en Championnat, Coupe et Supercoupe d'Espagne. En 2020, il remporte sa quatorzième Primera divisioń.
Après avoir remporté la Coupe des champions non-officielle en 1991, le club participe à sa première Coupe de l'UEFA en 2002-2003. Sanctionné de finale, les Espagnols gagnent le trophée l'année suivante puis en 2005-2006. De retour en Europe en 2008-2009, après avoir remporté quatre Coupes intercontinentales consécutives, l'Interviú récupère son titre européen, dont il devient le premier triple vainqueur. Après un cinquième titre mondial en 2011, l'Interviú améliore son palmarès continental en 2017 puis 2018.

## Histoire

### Débuts dans une Espagne déstructurée
Le club est fondé en 1977. Nommé à l'origine Hora XX, il est le plus ancien club de futsal d'Espagne.
À ses débuts, l'Inter FS intègre les compétitions de l'ASOFUSA, une des deux fédérations organisant le futsal en Espagne.
Il remporte la Liga six années consécutives, de 1983-1984 à 1988-1989.
En juin 1989, l'ASOFUSA et son concurrent l'ACEFS décide de fusionner et de créer l'unique Liga Nacional de Fútbol Sala chargée d'organiser l’unique nouveau Championnat d'Espagne de futsal.

### Premiers titres nationaux (années 1990)
En 1989-1990, pour la première saison du futsal espagnol unifié, l'Interviu Lloyd's remporte la Division de honor et la Coupe d'Espagne. Le club se voit attribuer la première Supercoupe d'Espagne sans jouer, ayant remporté la coupe et le championnat.
Qualifié pour la Coupe des clubs champions européens en 1990-1991, l'équipe remporte son premier trophée continentale. Il conserve aussi son titre national en 1991. La Coupe d'Europe n'a pas lieu la saison suivante, ni celle d'après bien que le maintenant dénommé Interviú Boomerang perde son titre de champion.
Finaliste en 1994-1995, le club décroche son troisième titre de champion d'Espagne en 1995-1996 ainsi que sa seconde Coupe nationale. L'année suivante, le dorénavant Boomerang Interviú remporte son groupe de Coupe des champions avec une meilleure attaque que le Lokomotyv Odessa, mais échoue en demi-finale face aux Italiens du BNL Calcetto (2-3) avant de remporter le match pour la troisième place contre Odessa (5-3).
Vainqueur de la coupe et du championnat espagnols, la Supercoupe 1996 est attribué au club sans jouer.
Le club termine les années 1990 avec seulement une finale de Coupe d'Espagne 1998-1999 à  son actif.

### Meilleur club du monde (années 2000)
| - Coupe intercontinentale (5) - Coupe de l'UEFA (4) - +2 finales perdues - Championnat d'Espagne (5) - +3 finales perdues - Coupe d'Espagne (5) - +2 finales perdues - Supercoupe d'Espagne (6) - +1 finale perdue |

En 2000-2001, le nouvel Antena 3 Boomerang dispute sa quatrième finale de Coupe d'Espagne en six ans et remporte pour la troisième fois le trophée.
Après avoir remporté la Supercoupe d'Espagne 2001, devenant recordman de titre avec quatre victoires, le club conquiert son second titre de champion au terme de la saison 2001-2002. En novembre 2001, le club prend part à la Coupe intercontinentale, non-reconnue par la FIFA. Il perd ses trois matchs contre le compatriote Caja Segovia, le Dynamo Moscou et le vainqueur brésilien Ulbra.
L'Interviú conserve auparavant son titre de champion d'Espagne et la Supercoupe. Pour sa première participation à la Coupe de futsal de l'UEFA, dans le groupe A du deuxième tour de qualification de l'édition 2002-2003, le club redevenu Boomerang Interviú remporte ses trois matchs. Mais les Espagnols alignent un joueur non-qualifié contre le MFK Norilsky Nikel, ce qui leur coûte un match perdu sur tapis vert et la place finale.
En 2003-2004, l'équipe remporte tous les titres nationaux : la Supercopa et la Division de honor pour la troisième fois consécutive ainsi que la Coupe. Au premier tour de qualification de la Coupe UEFA 2003-2004, l'Interviú fait trembler les filets à 38 reprises lors de ses trois victoires. Le club accueille le groupe A du second tour et obtient sa qualification sur le dernier match contre les compatriotes de Castellón grâce à une égalisation sur le fil de Javi Rodríguez (2-2). L'Inter FS s'impose sur le score global de 7-5 (4-1 et 3-4) face au SL Benfica grâce aux buteurs Marquinho, Daniel et Andreu.
Finaliste de la Supercopa, le Boomerang conserve réédite son doublé coupe-championnat en 2004-2005. En avril 2005, l'Inter prend part à sa seconde Coupe intercontinentale (maintenant reconnu par la FIFA), qu'il remporte en finale contre les Brésiliens de Malwee/Jaraguá (5-2). En Coupe UEFA, le parcours s’arrête au second tour, devancé à la différence de buts par l'Action 21 Charleroi dans le groupe A.
En Coupe intercontinentale, dont il est tenant du titre, l'Inter bat de nouveau le Malwee/Jaraguá (1-0) et devient le premier club à remporter deux fois la compétition mondiale des clubs. En 2005-2006, l'Inter remporte sa huitième Supercoupe, sans jouer à la suite du nouveau doublé coupe-championnat, perd en finale de Coupe et n'est pas champion. Il bat le FC Shakhtar Donetsk en demi-finale de la Coupe d'Europe puis remporte le trophée avec une victoire 6-3 à l'aller puis une défaite chez le Dynamo Moscou pour une victoire 9-7 sur l'ensemble des deux matches.
Qualifié pour la Coupe UEFA 2006-2007 en tant que tenant du titre, l'Inter fait partie des quatre équipes accédant directement au Tour élite. Qualifié pour le Final four organisé chez le compatriote d'ElPozo Murcie, l'Interviú élimine les hôtes en demies. Mais le club de Madrid s'incline 2-1 devant le Dynamo Moscou en finale, dans la revanche de l'édition précédente. En Coupe intercontinentale, opposé en finale au Malwee/Jaraguá pour la troisième fois consécutive, l'Inter l'emporte encore (3-1). Au niveau national, le club perd en finale du championnat mais remporte celle de la Coupe.
Lors de la saison 2007-2008, non-qualifié en Coupe UEFA, le club joue pour la première fois la Coupe d'Europe des vainqueurs de coupe et remporte la compétition face au tenant du titre espagnol, Lobelle de Santiago. En Coupe intercontinentale, l'Inter affronte pour la quatrième fois de suite les Brésiliens de Malwee/Jaraguá en finale, pour autant de victoires (6-1). En compétition nationale, l'équipe reconquiert son titre de champion abandonné deux ans auparavant, ainsi qu'une huitième Supercoupe.
En 2008-2009, le club renommé Inter Movistar bat le Kairat 5-0 en demi-finale de la Coupe de l'UEFA, puis le tenant du titre Ekaterinbourg en finale (5-1). Avec trois titres européens, l'Interviú devient le club le plus titré sur la scène européenne,. L'équipe perd en finale de Division de honor mais remporte la Supercoupe et la Coupe.
Lors de la saison 2009-2010, l'équipe ne remporte aucun titre national pour la première fois depuis dix ans (1999-2000). En Coupe de l'UEFA, l'Inter remporte son groupe du Tour élite ainsi que sa demi-finale de phase finale. Les Espagnols s'inclinent en finale chez le Benfica jouant à domicile après prolongation (3-2 ap).

### Roi d'Espagne et retour au premier plan européen (années 2010)

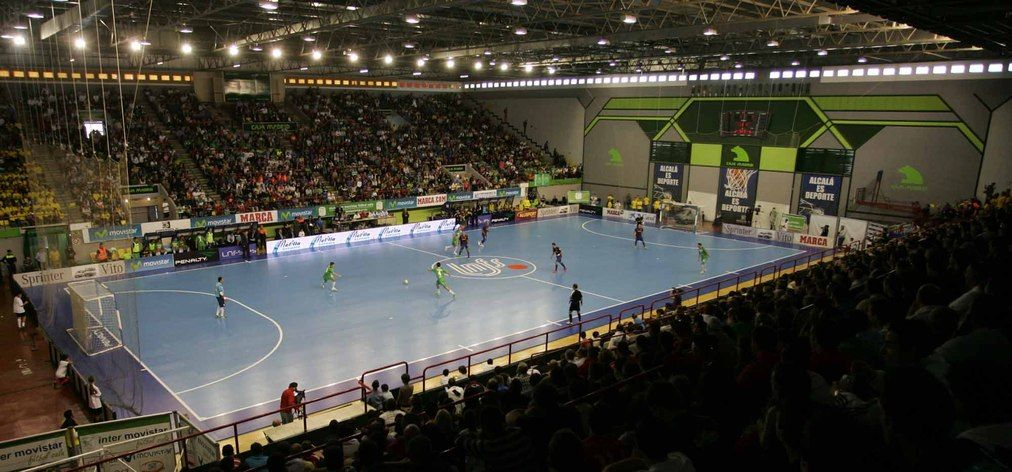
Match de l'Inter Movistar en octobre 2011.

En 2012, le club participe à la Coupe intercontinentale en tant que tenant du titre. Disputé à quatre équipes en formule championnat, l'Inter finit second ne perdant le dernier match contre le vainqueur brésilien de Carlos Barbosa.

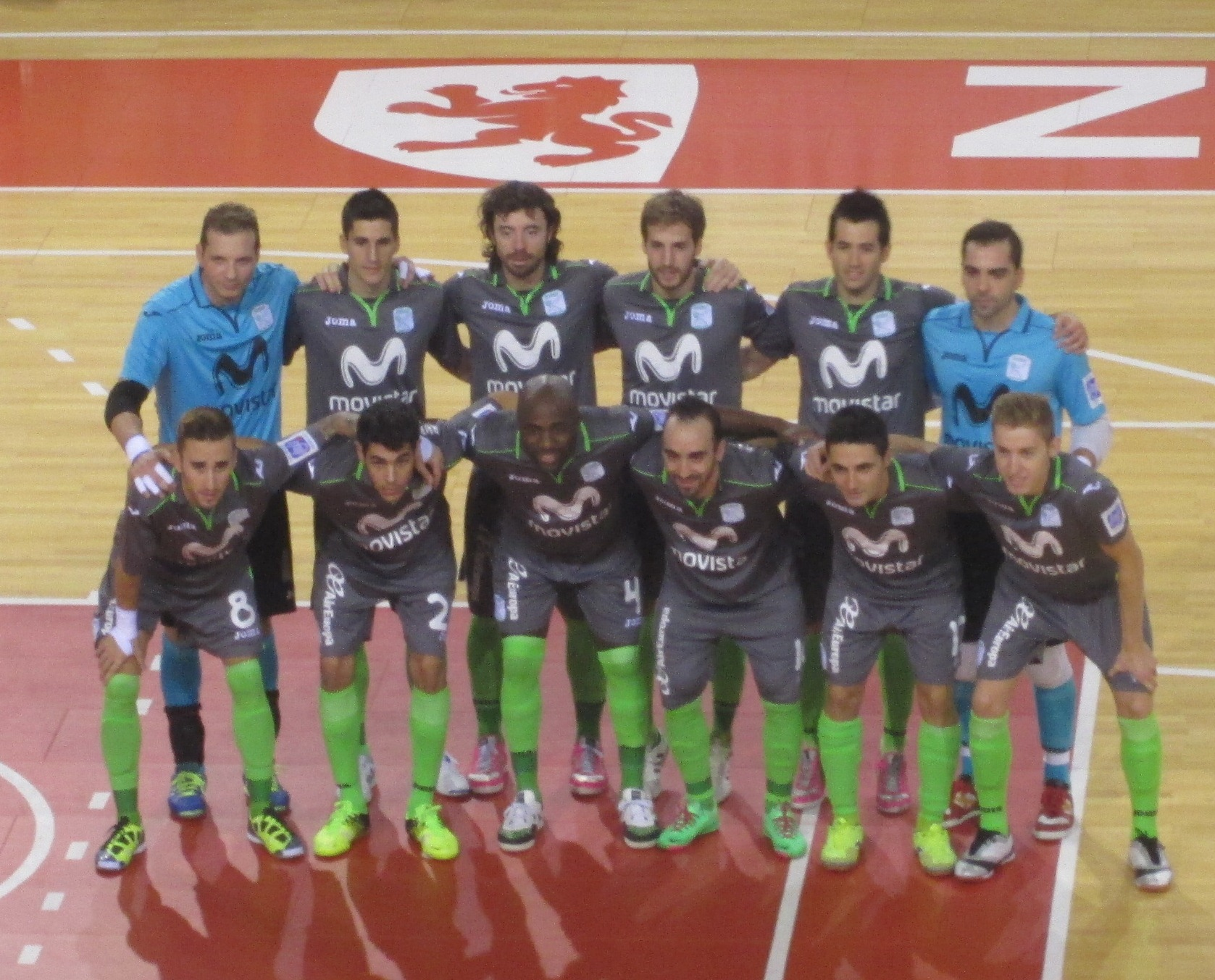
L'équipe en septembre 2013.

Lors de la saison 2015-2016, l'Inter atteint la finale de la Coupe de l'UEFA pour la sixième fois en neuf participations mais se fait surprendre en finale par le novice club russe d'Urga Yugorsk.
En 2016-2017, l'Inter décrocher son quatrième titre européen grâce à une victoire record 7-0 contre le Sporting CP en finale.
En 2017-2018, l'Inter devient le premier club à conserver son titre européen depuis Playas de Castellón en 2003. Il bat de nouveau le Sporting CP (5-2) en finale.

## Résultats sportifs

### Records
Au niveau mondial, l'Inter FS détient le record de victoire en Coupe intercontinentale avec cinq titres. Il est réussi la performance de remporter ses titres consécutivement. Les Brésiliens du Magnus Futsal se rapprochent de ce record avec trois sacres (série en cours en 2020) depuis 2016. 
En 2009, le club renommé Inter Movistar devient le club le plus titré sur la scène européenne avec trois sacres,. Il pousse ce record à cinq victoires en 2018 en égalant la performance du Playas de Castellón de 2003 de conserver son titre deux années consécutives. 
L'Inter FS est aussi logiquement le club le plus titré d'Espagne, détenant largement le record de victoires dans toutes les compétitions actuelles (quatorze Championnats d'Espagne, dix Coupes et treize Supercoupes) à l'exception de la Coupe du Roi. 

### Titres et trophées
| Compétitions internationales | Compétitions nationales | Compétitions disparues |
| --- | --- | --- |
| - Coupe intercontinentale (5) - Vainqueur : 2005, 2006, 2007, 2008, 2011 - Ligue des champions de l'UEFA (5) - Vainqueur : 2004, 2006, 2009, 2017, 2018 - Finaliste : 2007, 2010 | - Championnat d'Espagne (14) - Champion : 1990, 1991, 1996, 2002, 2003, 2004, 2005, 2008, 2014, 2015, 2016, 2017, 2018 et 2020. - Vice-champion : 1995, 2007 et 2009 - Coupe d'Espagne LNFS (10) - Vainqueur : 1990, 1996, 2001, 2004, 2005, 2007, 2009, 2014, 2016 et 2017 - Finaliste : 1997, 1999, 2003, 2006 et 2018 - Supercoupe d'Espagne (13) - Vainqueur : 1990, 1991, 1996, 2001, 2002, 2003, 2005, 2007, 2008, 2011, 2015, 2017 et 2018 - Finaliste : 2004, 2010, 2012, 2014 et 2016 - Coupe du Roi (1) - Vainqueur : 2015 - Finaliste : 2011 | - Championnat des clubs[Quoi ?] (3) - Champion : 1980, 1981, 1982 - Coupe d'Europe des champions (1) - Vainqueur : 1991 - Coupe d'Europe des coupes (1) - Vainqueur : 2008 - Coupe ibérique (2) - Vainqueur : 2004, 2006 - Liga ACEFS (6) - Champion : 1984, 1985, 1986, 1987, 1988, 1989 - Coupe d'Espagne ACEFS (3) - Vainqueur : 1984, 1986, 1988 |

### Bilan par saison
| Bilan saison après saison depuis 1989 | Bilan saison après saison depuis 1989 | Bilan saison après saison depuis 1989 | Bilan saison après saison depuis 1989 | Bilan saison après saison depuis 1989 | Bilan saison après saison depuis 1989 | Bilan saison après saison depuis 1989 | Bilan saison après saison depuis 1989 | Bilan saison après saison depuis 1989 | Bilan saison après saison depuis 1989 |
| Saison                                | Championnat                           | Championnat                           | Championnat                           | Coupe d'Espagne                       | Supercoupe d'Espagne                  | Coupe du Roi                          | Coupe d'Europe                        | Coupe d'Europe                        | Coupe intercontinentale               |
| Saison                                | Division                              | Phase rég.                            | Phase finale                          | Coupe d'Espagne                       | Supercoupe d'Espagne                  | Coupe du Roi                          | Nom                                   | Résultat                              | Coupe intercontinentale               |
| ------------------------------------- | ------------------------------------- | ------------------------------------- | ------------------------------------- | ------------------------------------- | ------------------------------------- | ------------------------------------- | ------------------------------------- | ------------------------------------- | ------------------------------------- |
| 1989-1990                             | D1                                    | Champion                              | Phases de groupes                     | Vainqueur                             | -                                     | Pas de compétition                    | -                                     | -                                     | Pas de compétition                    |
| 1990-1991                             | D1                                    | Champion                              | Phases de groupes                     | ?                                     | Vainqueur                             | Pas de compétition                    | CCC                                   | Vainqueur                             | Pas de compétition                    |
| 1991-1992                             | D1                                    | Demi-finaliste                        | Phases de groupes                     | ?                                     | Vainqueur                             | Pas de compétition                    | Pas de compétition                    | Pas de compétition                    | Pas de compétition                    |
| 1992-1993                             | D1                                    | Demi-finaliste                        | Phases de groupes                     | ?                                     | -                                     | Pas de compétition                    | Pas de compétition                    | Pas de compétition                    | Pas de compétition                    |
| 1993-1994                             | D1                                    | 4e                                    | -                                     | ?                                     | -                                     | Pas de compétition                    | -                                     | -                                     | Pas de compétition                    |
| 1994-1995                             | D1                                    | 1er                                   | Finaliste                             | ?                                     | -                                     | Pas de compétition                    | -                                     | -                                     | Pas de compétition                    |
| 1995-1996                             | D1                                    | 2e                                    | Champion                              | Vainqueur                             | -                                     | Pas de compétition                    | -                                     | -                                     | Pas de compétition                    |
| 1996-1997                             | D1                                    | 7e                                    | 1/4 de finaliste                      | Finaliste                             | Vainqueur                             | Pas de compétition                    | CCC                                   | Troisième                             | -                                     |
| 1997-1998                             | D1                                    | 3e                                    | Demi-finaliste                        | ?                                     | -                                     | Pas de compétition                    | -                                     | -                                     | -                                     |
| 1998-1999                             | D1                                    | 4e                                    | 1/4 de finaliste                      | Finaliste                             | -                                     | Pas de compétition                    | -                                     | -                                     | -                                     |
| 1999-2000                             | D1                                    | 5e                                    | Demi-finaliste                        | ?                                     | -                                     | Pas de compétition                    | -                                     | -                                     | -                                     |
| 2000-2001                             | D1                                    | 4e                                    | Demi-finaliste                        | Vainqueur                             | -                                     | Pas de compétition                    | -                                     | -                                     | -                                     |
| 2001-2002                             | D1                                    | 4e                                    | Champion                              | ?                                     | Vainqueur                             | Pas de compétition                    | -                                     | -                                     | 4e                                    |
| 2002-2003                             | D1                                    | 1er                                   | Champion                              | Finaliste                             | Vainqueur                             | Pas de compétition                    | C1                                    | Sanctionné                            | -                                     |
| 2003-2004                             | D1                                    | 1er                                   | Champion                              | Vainqueur                             | Vainqueur                             | Pas de compétition                    | C1                                    | Vainqueur                             | -                                     |
| 2004-2005                             | D1                                    | 2e                                    | Champion                              | Vainqueur                             | Finaliste                             | Pas de compétition                    | C1                                    | 2d tour                               | Vainqueur                             |
| 2005-2006                             | D1                                    | 2e                                    | Demi-finaliste                        | Finaliste                             | Vainqueur                             | Pas de compétition                    | C1                                    | Vainqueur                             | Vainqueur                             |
| 2006-2007                             | D1                                    | 1er                                   | Finaliste                             | Vainqueur                             | -                                     | Pas de compétition                    | C1                                    | Finaliste                             | Vainqueur                             |
| 2007-2008                             | D1                                    | 2e                                    | Champion                              | Demi-finaliste                        | Vainqueur                             | Pas de compétition                    | C2                                    | Vainqueur                             | Vainqueur                             |
| 2008-2009                             | D1                                    | 2e                                    | Finaliste                             | Vainqueur                             | Vainqueur                             | Pas de compétition                    | C1                                    | Vainqueur                             | Pas de compétition                    |
| 2009-2010                             | D1                                    | 2e                                    | 1/4 de finaliste                      | Demi-finaliste                        | -                                     | Pas de compétition                    | C1                                    | Finaliste                             | Pas de compétition                    |
| 2010-2011                             | D1                                    | 3e                                    | 1/4 de finaliste                      | 1/4 de finaliste                      | Finaliste                             | Finaliste                             | -                                     | -                                     | Vainqueur                             |
| 2011-2012                             | D1                                    | 3e                                    | Demi-finaliste                        | Demi-finaliste                        | Vainqueur                             | Demi-finaliste                        | -                                     | -                                     | 2e                                    |
| 2012-2013                             | D1                                    | 3e                                    | Demi-finaliste                        | 1/4 de finaliste                      | Finaliste                             | -                                     | -                                     | -                                     | -                                     |
| 2013-2014                             | D1                                    | 1er                                   | Champion                              | Vainqueur                             | -                                     | -                                     | -                                     | -                                     | -                                     |
| 2014-2015                             | D1                                    | 1er                                   | Champion                              | 1/4 de finaliste                      | Finaliste                             | Vainqueur                             | C1                                    | Tour élite                            | -                                     |
| 2015-2016                             | D1                                    | 1er                                   | Champion                              | Vainqueur                             | Vainqueur                             | 1/4 de finaliste                      | C1                                    | Finaliste                             | 1er tour                              |
| 2016-2017                             | D1                                    | 1er                                   | Champion                              | Vainqueur                             | Finaliste                             | 8e de finaliste                       | C1                                    | Vainqueur                             | -                                     |
| 2017-2018                             | D1                                    | 1er                                   | Champion                              | Finaliste                             | Vainqueur                             | Demi-finaliste                        | C1                                    | Vainqueur                             | -                                     |
| 2018-2019                             | D1                                    | 4e                                    | 1/4 de finaliste                      | ?                                     | Vainqueur                             | Demi-finaliste                        | C1                                    | Quatrième                             | -                                     |
| 2019-2020                             | D1                                    | 1er                                   | Champion                              | Demi-finaliste                        | -                                     | 8e de finaliste                       | -                                     | -                                     | pas de compétition                    |

## Structure du club

### Identité et image
Le club est nommé à l'origine Hora XX. Devenu l'Interviú Lloyd's, le club remporte ses premiers titres nationaux sous cette appellation. En 1991-1992, le club adopte le nom de Boomerang Interviú, puis Airtel Boomerang et Antena 3 Boomerang, avant de revenir à Boomerang Interviú en 2002.
Le club est surnommé La Máquina Verde (La Machine verte).
| Évolution du nom en fonction des partenariats | Évolution du nom en fonction des partenariats | Évolution du nom en fonction des partenariats | Évolution du nom en fonction des partenariats |
| Nom du club                                   | Période                                       | Sponsor principal                             | Second sponsor                                |
| --------------------------------------------- | --------------------------------------------- | --------------------------------------------- | --------------------------------------------- |
| Hora XXV                                      | 1977 à 1979                                   | Hora XXV                                      | -                                             |
| Interviú Hora XXV                             | 1979 à 1981                                   | Interviú                                      | Hora XXV                                      |
| Interviú Lloyd's                              | 1981 à 1991                                   | Interviú                                      | Lloyd's                                       |
| Interviú Boomerang                            | 1991 à 1996                                   | Interviú                                      | Boomerang                                     |
| Boomerang Interviú                            | 1996 à 1999                                   | Boomerang                                     | Interviú                                      |
| Airtel Boomerang                              | 1999-2000                                     | Airtel Móvil (es)                             | Boomerang                                     |
| Antena 3 Boomerang                            | 2000 à 2002                                   | Antena 3                                      | Boomerang                                     |
| Boomerang Interviú                            | 2002 à 2007                                   | Boomerang                                     | Interviú                                      |
| Interviú Fadesa                               | 2007-2008                                     | Interviú                                      | Fadesa (en)                                   |
| Inter Movistar                                | 2008-2009                                     | Telefónica                                    | Pepe Travel                                   |
| Inter Movistar                                | 2009-2010                                     | Movistar                                      | Pepe Travel                                   |
| Inter Movistar                                | 2010 à 2015                                   | Movistar                                      | Air Europa                                    |
| Movistar Inter                                | depuis 2015                                   |                                               |                                               |

### Salle
- 1977-1991 : Polideportivo Antonio Magariños - 1 000 spectateurs, Madrid
- 1991-1996 : Pabellón Amaya Valdemoro - 1 974 spectateurs, Alcobendas.
- 1996-2004 : Pabellón Parque Corredor - 2 700 spectateurs, Torrejón de Ardoz.
- 2004-2015 : Pabellón Fundación Montemadrid - 4 410 spectateurs, Alcalá de Henares.
- Depuis 2015 : Pabellón Jorge Garbajosa - 3 136 spectateurs (agrandi en 2016), Torrejón de Ardoz.

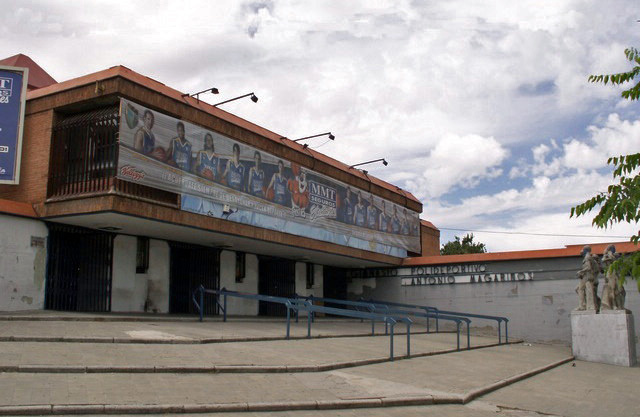
Pabellón Antonio Magariños.
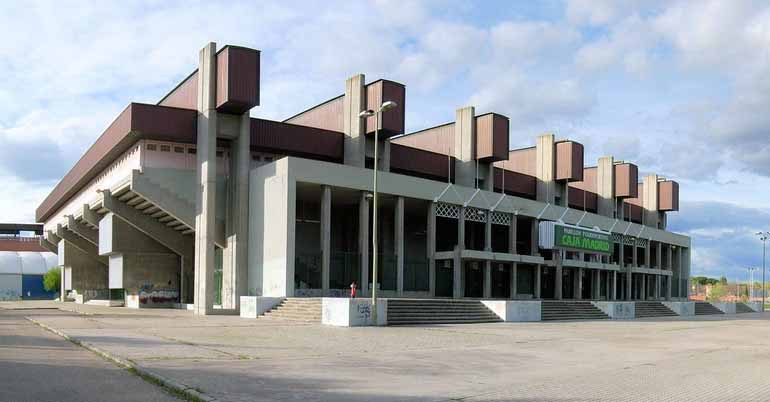
Pabellón Fundación Montemadrid.

## Personnalités

### Entraîneurs
Après avoir commencé sa carrière d'entraîneur de futsal en deuxième division puis être monté dans l'élite et avoir remporté la Coupe nationale, Jesús Candelas (en) est appelé par l'Interviú en 1998. Le club madrilène remporte cinq titres de champion d'Espagne, cinq Coupes d'Espagne, quatre Supercoupes d'Espagne, quatre titres intercontinentaux, deux Coupes de l'UEFA et deux Copas ibéricas lors de son premier passage au club. Après son départ durant l'été 2008 pour être remplacé par Juan Luis Alonso, Candelas revient dès octobre.
En 2012, Jesús Velasco vient entraîner l'Inter Movistar pour diriger l'équipe lors de la Coupe intercontinentale au Brésil. Le club n'a alors pas remporté la Liga depuis quatre saisons et la Coupe d'Espagne depuis trois ans. En 340 matchs, il permet au club de remporter cinq fois la Liga espagnole, deux Ligue des champions, trois Coupes d'Espagne, une Coupe du Roi, trois Supercoupes,,,. Après sept ans, il quitte le club au terme de la saison 2018-2019.
| Période     | Nom                 |             | Période               | Nom |
| ----------- | ------------------- | ----------- | --------------------- | --- |
| ?-1990      | Manuel Saorín       | 2009-2010   | Jesús Candelas (en)   |     |
| ?-1992      | Javier Lozano       | 2010-2011   | David Marín           |     |
| ?-1996      | Jesús Mateos        | 2011        | Chema Jiménez         |     |
| 1996 à 1998 | David Córdoba       | 2011-2012   | Daniel Ibañes Caetano |     |
| 1998 à 2008 | Jesús Candelas (en) | 2012 à 2019 | Jesús Velasco         |     |
| 2008-2009   | Juan Luis Alonso    | depuis 2019 | Faustino Pérez        |     |